# Улица Англиканю
Улица А́нгликаню (латыш. Anglikāņu iela) — короткая тупиковая улица в Риге, в историческом районе Старый город. Ведёт от улицы Пилс к набережной 11 Ноября мимо здания Англиканской церкви. Длина улицы — 68 метров.

## История

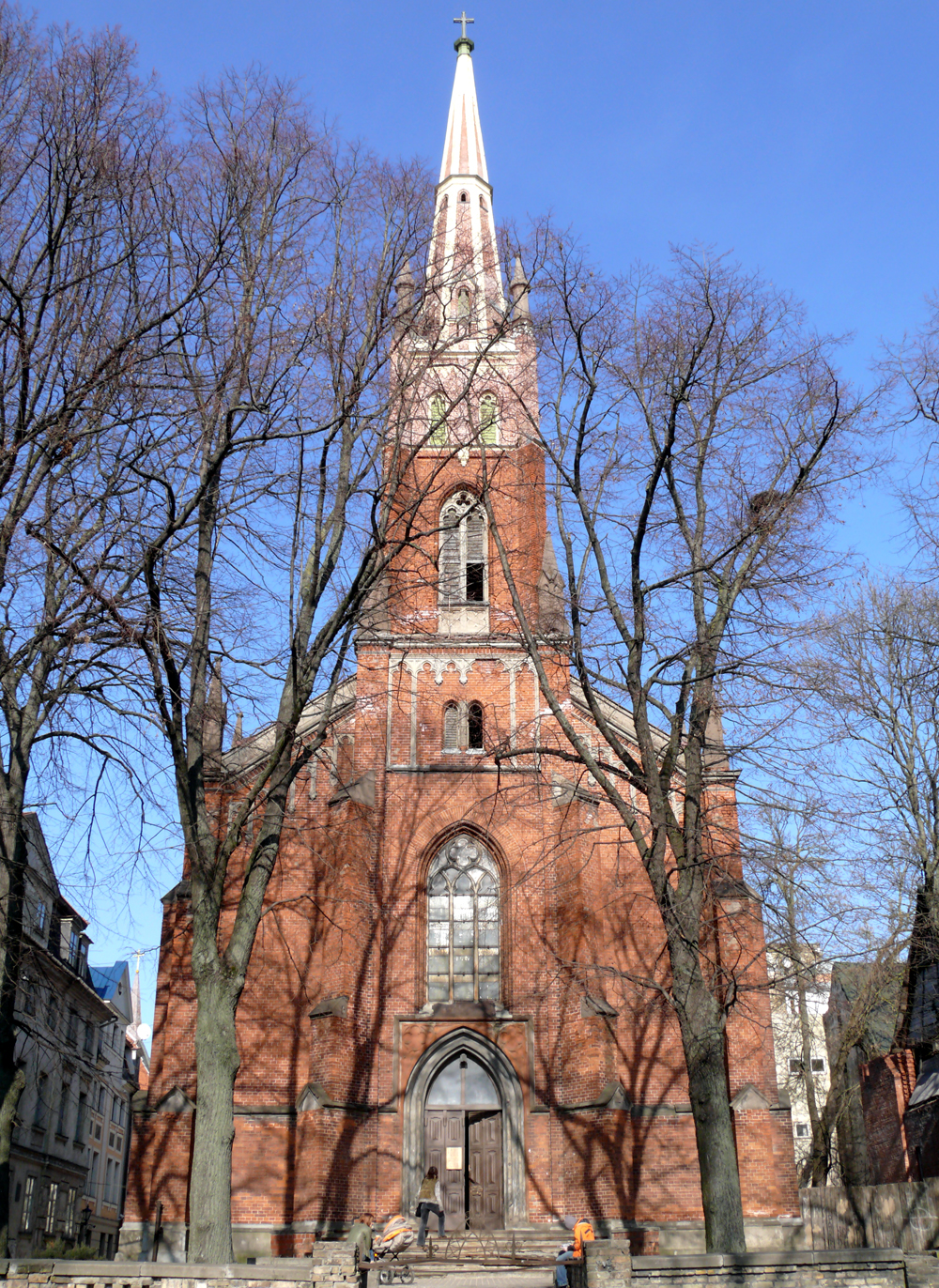
Англиканская церковь Святого Искупителя в Риге. Вид с Даугавы. Улица Англиканю проходит слева от здания церкви.

Появилась в конце XVI века, вела в новый Мясницкий бастион и называлась Мясницкая Крепостная улица. В 1852 году в районе улицы для англиканской общины был выделен участок земли под строительство общинной церкви. Строительство началось в 1853 году, сразу же после выдачи официального разрешения на строительство, был срыт Павловский бастион. Крымская война замедлила работы. После заключения Парижского мирного договора Россия лишилась права обладателя городов-крепостей, что коснулось и Риги — укрепления по берегу Даугавы были уничтожены, территория активно застраивалась. 16 июня 1857 года был торжественно заложен первый камень в фундамент будущей рижской Англиканской церкви, а 26 июля 1859 года церковь Святого Искупителя была освящена. С 1859 года улицу стали называть Англиканской улицей.
В 1950-е годы улице дали название Библиотекас. Своё нынешнее название вернула в 1989 году.

## Достопримечательности

Ул. Пилс, д. 9

- д. 2 — Англиканская церковь (архитектор — Иоганн Фельско).
- д. 3 — Жилой дом (около 1790 года, восстановлен в 1996 году)
- д. 5 — (1795, архитектор Кристоф Хаберланд)
- Часть улицы занимают дома по улице Пилс, д. 9 — один из построенных в классическом (бюргерском) стиле жилых домов конца XVIII века (1793), архитектор Кристоф Хаберланд.
- д. 11 — посольство Дании (бывший клуб английских моряков, построен в 1901 году, архитектор Вильгельм Бокслаф).